# Triumph and Power
Albums de Grand Magus
The Hunt
(2012) Sword Songs
(2016)
Triumph and Power est le septième album studio du groupe suédois de heavy metal Grand Magus publié le 31 janvier 2014 par Nuclear Blast.

## Liste des chansons
Toutes les chansons sont écrites et composées par Grand Magus.
| No  | Titre                  | Durée |
| --- | ---------------------- | ----- |
| 1.  | On Hooves of Gold      | 5:24  |
| 2.  | Steel Versus Steel     | 5:19  |
| 3.  | Fight                  | 4:06  |
| 4.  | Triumph and Power      | 4:36  |
| 5.  | Dominator              | 4:20  |
| 6.  | Arv                    | 1:57  |
| 7.  | Holmgang               | 3:38  |
| 8.  | The Naked and the Dead | 3:02  |
| 9.  | Ymer                   | 2:54  |
| 10. | The Hammer Will Bite   | 6:54  |
| 11. | Blackmoon (Bonus)      | 3:45  |